# Merana
Merana Merana là một đô thị thuộc tỉnh Alessandria.
Đô thị này có diện tích km², dân số là người., vùng Piedmont, cự ly nằm khoảng 80 km về phía đông nam của Turin và khoảng 50 km về phía tây nam của Alexandria. Tính đến 31 tháng 12 năm 2004, nó HAD có dân số 181 người và diện tích 9,3 km ².
Merana giáp ranh với đô thị sau đây: Piana Crixia, Serole, and Spigno Monferrato.